# Antropologia del cyberspazio
L'antropologia del cyberspazio è un'area di studi facente parte delle scienze etnoantropologiche, sviluppatasi a partire dagli anni 1990, che studia le interrelazioni sociali mediate da strumenti informatici e gli aspetti culturali che in tale contesto si sviluppano. L'approccio è spesso fortemente improntato alla multidisciplinarità, con una commistione dei classici strumenti concettuali della ricerca etnografica e delle teorie cibernetica, dei cultural studies, delle scienze della comunicazione, ed in generale delle discipline che affrontano il tema della Comunicazione mediata dal computer (CMC).

## Definizioni del campo di studi
Tali incontri tra diverse tradizioni teoriche hanno portato alla proliferazione delle etichette con cui tale campo di studi è indicato, come ad esempio Cybercultures Studies, Computer Mediated Communication Studies, Internet Studies, CyberAnthropology, Ethnography of cyberspace, ognuna delle quali comporta differenti sfumature teoriche nell'intendere l'obiettivo conoscitivo della disciplina. Una disciplina che può essere considerata caratterizzata da una strategia conoscitiva a sé è l'etnografia virtuale (virtual ethnography, o digital ethnography, o net-ethnography), ad esempio le ricerche e le teorizzazioni metodologiche di Christina Hine, caratterizzata da una maggior attenzione alle dinamiche strettamente on-line.

## Caratteristiche e storia dell'antropologia del cyberspazio
L'antropologia del cyberspazio deve il suo nome al libro scritto da Arturo Escobar "Bienvenidos a Cyberia" (Benvenuti a Cyberia) ed affronta la relazione tra gli esseri umani e le tecnologie, ampliando l'ambito del discorso al di fuori del contesto online, a differenza della metodologia talvolta detta etnografia virtuale, che si limita a uno studio delle dinamiche che si verificano su internet. Inoltre vengono indagati fenomeni come possono esserlo lo studio di dispositivi tecnologici di uso di massa, come ad esempio i-Pod, Palmari e ogni tipo di hardware, ed in generale ogni commistione tra uomo e macchina. L'etichetta "antropologia del cyberspazio" è stata inoltre resa ulteriormente nota dal filosofo francese Pierre Lévy, autore del libro L'intelligenza collettiva. Per un'antropologia del cyberspazio (Feltrinelli, 1996), che prospetta l'affermazione dell'"intelligenza collettiva" e di un modello di cooperazione sociale basato su relazioni "orizzontali".
Vincenzo Bitti individua tre fasi nell'evoluzione del campo di studi negli anni 1990.
La prima fase, la Popular Cyberculture dei primi anni 1990, fu improntata alla curiosità per le nuove tecnologie (in modo simile all'approccio dei media tradizionali alle novità, concentrato soprattutto sugli aspetti delle nuove tecnologie che più colpivano l'immaginario collettivo) e presentò spesso una netta contrapposizione tra chi le considerava un pericolo o una degenerazione e chi le considerava una grande possibilità per il rinnovamento culturale e la libertà.
Rispettivamente nel 1993 e nel 1995 escono due testi chiave dell'antropologia della rete: The Virtual Community di Howard Rheingold e Life on the Screen: Identity in the Age of the Internet di Sherry Turkle. Inizia una fase, definita da Bitti dei Cyberculture Studies, in cui vengono approfonditi i meccanismi e le culture delle comunità on-line, tramite il metodo dell'etnografia virtuale. Una delle classiche tematiche affrontate dagli studiosi sono le identità create nello spazio virtuale.
Nella terza fase, definita Critical Cyberculture Studies e individuata negli ultimi anni 1990, viene allargato lo sguardo alla vita off-line e viene riconosciuta l'importanza della contestualizzazione sociologica dei soggetti interagenti nello spazio virtuale. Grande importanza assume inoltre l'approfondimento delle commistioni tra comunicazione mediata dalla tecnologia e rapporti umani di altro tipo, e viene ripensata la teorizzazione delle identità costruite virtuali, considerando il fatto che esse generalmente devono rapportarsi con le identità tradizionali.